# Daniëlla Mercelina
Daniëlla Mercelina (20 mei 1968) is een Nederlandse actrice.
Ze werd vooral bekend door haar rol als Joy Deurslag in de serie Vrouwenvleugel.

## Filmografie
- Rust Roest (rol: Daisy, 1989)
- SamSam (televisieserie) (rol: Babette, 1994)
- Bureau Kruislaan (televisieserie) (rol: Bobbie Lanser, 1993-1995)
- Vrouwenvleugel (televisieserie) (rol: Joy Deurslag, 1995)
- M'n dochter en ik (televisieserie) (rol: Lisa, 1995-1996)
- Quidam, Quidam (rol: Frasquita Leeghwater, 1999)
- Russen (televisieserie) (rol: Mary Haakman, 2000)
- Wildschut & De Vries (televisieserie) (rol: tandartsassistente, 2000)
- Down (rol: kapster 2, 2001)
- Paramaribo Papers (2002)